# Petrus Pictor
Petrus Pictor est un chanoine de Saint-Omer, dans le Pas-de-Calais, qui a vécu entre la seconde moitié du XIe siècle et la première moitié du XIIe siècle. Il a écrit des poèmes, surtout dans le genre satirique, dont certains ont été repris dans le Liber floridus. 
On connaît de lui :
- Contra simoniam
- De vita Pilati
- Dominus vobiscum
- De illa quae filium adamavit
- De laude Flandriae[1].

## Sources
- Petrus Pictor, Carmina ; Liber de coloribus faciendis, édité par Lieven Van Acker, Turnhout, Brepols (CCCM 25) 1972.
- J. de Ghellinck, L'essor de la littérature latine au XIIe siècle, Bruxelles, Desclée de Brouwer, 1954, p. 455.